# Gillett (Arkansas)
Gillett è una città degli Stati Uniti d'America situata nello Stato dell'Arkansas, nella Contea di Arkansas.